# Umspannanlage Brauweiler
Die Umspannanlage Brauweiler (auch Umspannwerk Brauweiler oder Station Brauweiler) ist eine Umspann- und Schaltanlage im Pulheimer Ortsteil Brauweiler in NRW. Sie wurde 1928 in einer ersten Ausbaustufe fertiggestellt und 1929 erweitert. Ihr Bau stand im Zusammenhang mit der Expansion des RWE und der weltweit erstmaligen Einrichtung eines im Verbund mehrerer Energieträger betriebenen Hochspannungsnetzes. Die am 12. Oktober 1929 in Betrieb genommene Hauptschaltleitung Brauweiler übernahm vom Standort des Umspannwerks aus die Betriebsführung des Netzes und die Lastübernahme der ins Verbundnetz einspeisenden Kraftwerke. Zum Zeitpunkt der Inbetriebnahme war die Anlage bis in die 1950er Jahre die größte Umspannanlage der Welt.
Bis heute ist die Anlage ein wichtiger Knotenpunkt im Übertragungsnetz der Amprion, die seit 2009 das vormalige Höchstspannungsnetz des RWE betreibt. Im Laufe der Zeit wurde sie mehrmals umgebaut und unter anderem um eine 380-kV-Schaltanlage ergänzt. Die aus der Hauptschaltleitung Brauweiler hervorgegangene Systemführung Netze steuert und überwacht als größte Leitwarte Europas das Übertragungsnetz der Amprion, außerdem koordiniert sie zusammen mit swissgrid die Netzfrequenz des kontinentaleuropäischen Stromnetzes.

## Lage und Anbindung
Das Umspannwerk liegt auf dem Gebiet der Stadt Pulheim, östlich des Ortsteils Brauweiler. Die Kölner Innenstadt liegt rund 10 km südöstlich. Westlich der Schaltanlage befinden sich im südlichen Teil die Gebäude der Hauptschaltleitung und im nördlichen Teil das Gelände des Logistikzentrums. Um die Anlage herum hat sich ein Gewerbepark angesiedelt.
Zum Transport der Leistungstransformatoren besteht ein Gleisanschluss von der Bahnstrecke Rheydt–Köln-Ehrenfeld. Eine Straßenanbindung führt im westlichen Teil der Anlage über die Von-Werth-Straße.

## Vorgeschichte

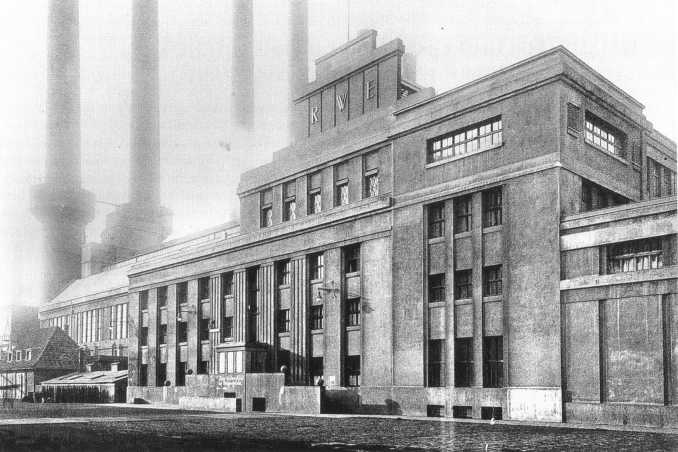
Vorgebirgszentrale (ab 1917 Goldenbergwerk), zentraler Netzknoten des frühen RWE-Hochspannungsnetzes

### Entwicklung des RWE-Hochspannungsnetzes
Der Einstieg in die überregionale Energieversorgung begann für das 1898 gegründete Rheinisch-Westfälische Elektrizitätswerk (RWE), das ursprünglich die Stadt Essen mit elektrischer Energie versorgte, im Jahr 1905 mit dem Erwerb der rheinischen Braunkohlegrube Berggeist bei Brühl. Da die Vorräte dort schnell zur Neige gingen, wurde 1913 mit der Roddergrube bei Hürth ein Liefervertrag abgeschlossen, der dem RWE die Braunkohle von dort zusicherte. Gleichzeitig entwickelte Bernhard Goldenberg, technischer Vorstand des RWE, nach dem Konzept Georg Klingenbergs ein Braunkohlekraftwerk. Die 1914 in Betrieb genommene Vorgebirgszentrale, 1920 zu Ehren des 1917 verstorbenen Bernhard Goldenberg in Goldenbergwerk umbenannt, wurde stetig erweitert und war kurz nach dem Ersten Weltkrieg das leistungsstärkste Kraftwerk in Europa.
Über Hochspannungsfreileitungen wurde das Kraftwerk mit den Verbrauchern im Umland verbunden. Zum Betrieb dieser Leitungen nutzte man die Erfahrungen mit der zwei Jahre zuvor in Betrieb genommenen Teststrecke zwischen Lauchhammer und Riesa und betrieb sie als Doppelleitungen mit 110 kV Spannung. Neben dem Erftwerk, einem 1917 in Betrieb genommenen Aluminiumwerk bei Grevenbroich, bestanden Verbindungen zu anderen Anlagen des RWE, etwa zum Kraftwerk Reisholz. Die Netztopologie entsprach, trotz einiger Maschenschlüsse zwischen den weiter entfernt gelegenen Gebieten, noch eher einem Strahlennetz mit der Kraftwerksschaltanlage als zentralen Punkt, was eine Gewährleistung der Energieerzeugung im Kraftwerk nötig machte. Tatsächlich waren bis Mitte der 1920er alle Kraftwerke des RWE über 110-kV-Leitungen miteinander verbunden, jedoch dienten sie nur zur Deckung der Spitzenlast. Die Verteilung von Grund- und Spitzenlast übernahm das Goldenbergwerk selbst.
Aufgrund der infolge von Gebietsausdehnung stetig steigenden Menge an zu verteilender elektrischer Energie musste das Kraftwerk in kurzen zeitlichen Abständen immer wieder erweitert werden. Der Geschäftsbericht des RWE legte sich schon 1912/13 fest, dass „es richtig ist, in Zukunft Kraftzentralen von noch größeren Leistungen unter günstigen Stromerzeugungsverhältnissen zu errichten und mit noch größeren Versorgungsgebieten durch Anwendung höherer Übertragungsspannungen zu versehen als dies bisher schon üblich war.“ Schließlich müssen „auch benachbarte Werke [...] dahin kommen [...], sich hinsichtlich der Lage ihrer Kraftstationen sowie der Auslegung ihrer Fernleitungsnetze miteinander zu verständigen, wenn nicht eine Menge Kapital unnötig verausgabt werden soll.“

### Verbundnetzpläne
Die Situation der Stromverteilung im Rheinland weckte das Interesse, die Stromversorgung durch Braunkohle mit anderen Energieträgern zu koppeln. Konkret wurde dieser Plan ab 1923, als das RWE seine vormalige Muttergesellschaft Elektrizitäts-Actien-Gesellschaft vorm. W. Lahmeyer aus Frankfurt am Main erwarb und nun als Tochtergesellschaft führte. An die Lahmeyer AG wiederum waren zahlreiche Energieversorgungsunternehmen in Süddeutschland angeschlossen.
Im März 1923 besuchten Arthur Koepchen (technischer Vorstand RWE seit 1917), Ernst Henke (juristischer Vorstand) und Bernhard Salomon (Generaldirektor Lahmeyer AG) die Wasserkraftwerke der Lechwerke AG bei Augsburg und das Dampfkraftwerk der Kraftwerk Altwürttemberg AG (KAWAG), deren Überschüsse jeweils im Sommer bzw. im Winter am höchsten waren. Dadurch inspiriert entwarf man zunächst eine Leitungsverbindung zwischen Augsburg und Heilbronn, später plante man aufgrund von Interessenskonflikten mit dem Bayernwerk eine Fortführung über Höchst am Main mit Anschluss an die Anlagen der Lahmeyer-Tochtergesellschaft Main-Kraftwerke (MKW) bis zum Goldenbergwerk. Mit dem Einstieg der Lahmeyer-Tochter Württembergische Sammelschienen AG (WÜSAG) in die Nutzung von Wasserkraft in Vorarlberg im November 1923 und der Gründung der Vorarlberger Illwerke im Jahr darauf entstand schließlich der finale Entwurf, die Sammelschiene von Bludenz durch Oberschwaben in den Stuttgarter Raum und über das Rhein-Main-Gebiet ins Rheinland zu führen.
Da man befürchtete, dass die bisher angewandten 110 kV Spannung für den Betrieb einer mehrere hundert Kilometer langen Freileitung aufgrund der Übertragungsverluste nicht wirtschaftlich wären, baute man 1923 zunächst eine 40 km lange 220-kV-Teststrecke von Ronsdorf nach Iserlohn-Genna und besuchte die Southern California Edison sowie die Pacific Gas and Electric, die bereits seit 1921 Leitungen mit dieser Spannungsebene betrieben. Nachdem der RWE-Vorstand von der Machbarkeit einer Übertragung mit höherer Spannung überzeugt war, kamen Bedenken auf, dass für die 600 km lange Verbindung selbst diese nicht ausreiche. Masten und Leitungen wurden daher – zum damaligen Zeitpunkt erstmals weltweit – für einen Betrieb mit 380 kV ausgelegt.

## Bau der Anlage

### Erste Ausbaustufe (1928)
Mit dem Bau der Verbundleitung nach Süden wurde 1924 begonnen. War im Plan von 1923 noch ein nördlicher Beginn der Leitung am Goldenbergwerk vorgesehen, entschloss man sich später für den Bau einer komplett neuen Umspannanlage, um die elektrische Energie aus den Braunkohlekraftwerken im Kölner Raum an einem zentralen Punkt einzuspeisen. Das neue Umspannwerk Brauweiler ging am 28. Oktober 1928 in seiner ersten Ausbaustufe, die nur die 110-kV-Schaltanlage umfasste, in Betrieb. Gleichzeitig wurden auf der ersten Etappe der Südleitung bis Hoheneck beide Stromkreise mit zunächst 110 kV in Betrieb genommen.
Die zur Betriebsführung des 110-kV-Netzes bisher am Goldenbergwerk befindliche Schaltleitung des RWE wurde im Zuge dessen nach Brauweiler verlegt, wo sie anfangs provisorisch in einer Holzbaracke untergebracht wurde. In der ersten Stufe verfügte die Anlage über 36 Schaltfelder für 110 kV, von denen 24 Stromkreise abgingen. Davon gehörten zwölf zu den drei 110-kV-Doppelleitungen, die vom Goldenbergwerk nach Norden in Richtung Erftwerk, Osterath und Reisholz führten, und von beiden Seiten her in die Anlage eingeschleift wurden, die direkt auf der Trasse lag. Neben den beiden nach Koblenz führenden Stromkreisen der Nord-Süd-Leitung wurden auch zwei zweikreisige, für 220 kV ausgelegte Leitungen zum Goldenbergwerk errichtet. Eine weitere Dopplleitung führte zum Kraftwerk Fortuna, und zwei über den Rhein in Richtung Leverkusen.

### Zweite Ausbaustufe (1929)
Die 220-kV-Anlage sowie sämtliche Gebäude für die Hauptschaltleitung wurden im Folgejahr fertiggestellt. Entworfen wurde es wie auch die anderen sechs 220-kV-Umspannwerke zwischen Brauweiler und Bludenz nach einem einheitlichen Schaltungsschema. Sämtliche elektrische Komponenten bauten die Siemens-Schuckertwerke in Berlin, von dort aus wurden die Bauteile mit der Bahn nach Brauweiler transportiert. Am 12. Oktober 1929 wurden sowohl die Umspannanlage als auch die Hauptschaltleitung in Betrieb genommen. Es handelte sich zum damaligen Zeitpunkt um die größte Umspannanlage der Welt. Sie umfasste Stand 1930:
- 40 Hektar Grundfläche (400 m × 1000 m)
- 5 Sammelschienen für 220 kV und 3 Sammelschienen für 10 kV, jeweils 300 m lang, zusätzlich eine um die Anlage herumführende Sammelschiene
- 13 Schaltfelder für 220 kV, 6 abgehende 220-kV-Kreise
- 40 Schaltfelder für 110 kV, 19 abgehende 110-kV-Kreise

Zwischen der 220-kV- und der 110-kV-Ebene spannten zwei 9 m hohe und 180 t schwere Leistungstransformatoren mit 60.000 kVA Scheinleistung um. Eine Tertiärwicklung mit 18.000 kVA Scheinleistung spannte auf 10 kV auf der Unterspannungsseite um, die für die Drosselspulen und den Eigenbedarf der Anlage vorgesehen waren. 1932 wurde ein dritter Reservetransformator mit 10.000 kVA Scheinleistung installiert. Zur unabhängigen Regelung der 110-kV-Seite wurden zusätzlich zwei 10.000-kVA-Regeltransformatoren eingerichtet, dies geschah neben Brauweiler auch im Umspannwerk Bludenz am südlichen Ende der Leitung. Aufgrund der enormen Gesamtlänge des Verbundsystems mit fast 700 km waren in Brauweiler, wie in allen anderen Umspannwerken, zwei Drosselspulen zur Blindleistungskompensation im Einsatz. Zur Abschaltung einzelner Stromkreise bestanden zehn 220-kV-Ölschalter.
Der 220-kV-Betrieb reichte etappenweise zunächst bis Kelsterbach, dann bis Rheinau und schließlich bis Hoheneck. Im Januar 1930 wurde die „Nordleitung“ über Wesel zum Nike-Kraftwerk Ibbenbüren in Betrieb gesetzt, ein 220-kV-Leitungsring von dort über Osnabrück, Paderborn und das Pumpspeicherwerk Herdecke zurück nach Brauweiler wurde in den folgenden Jahren geschlossen. Am 17. April 1930 wurde nach Fertigstellung der südlichen Teilstücke der Verbundbetrieb auf der Nord-Süd-Leitung zwischen Hoheneck und Bludenz auf voller Länge aufgenommen. Das von Brauweiler aus gesteuerte Verbundsystem umfasste zu diesem Zeitpunkt 4300 km an Drehstromleitungen, 49 Umspannwerke (davon 12 mit einer 220-kV-Schaltanlage) und 1140 MW Gesamtleistung an Kraftwerken.
Die Schaltwarte der Hauptschaltleitung wurde in einem zweistöckigen Gebäude eingerichtet, das auch über 25-kV- und 5-kV-Eigenbedarfsanlagen verfügte. Über ein 3 × 5 m großes Leuchtschaltbild war ein schematischer Überblick auf das Leitungsnetz möglich. Über eine Hochfrequenztelefonieanlage bestand Verbindung mit allen einspeisenden Kraftwerken und den restlichen Umspannwerken des RWE. Die Schalthandlungen selbst wurden zur damaligen Zeit über Knebel und Handräder ausgeführt. 1931 waren in der Hauptschaltleitung unter ihrem ersten Direktor Fritz Kretzschmar 70 Mitarbeiter beschäftigt, womit sie der größte Arbeitgeber in Brauweiler war. Unmittelbar neben dem Umspannwerk baute das RWE eine Siedlung mit acht Wohnhäusern und 24 Werkswohnungen für einen Teil der Belegschaft.
1930 bestanden von Brauweiler aus folgende Leitungsverbindungen:
| Spannung | Zielort/-station   | Baujahr | Himmels- richtung | Bemerkungen                                    |
| -------- | ------------------ | ------- | ----------------- | ---------------------------------------------- |
| 220 kV   | Koblenz            | 1928    | Süd               | Nord-Süd-Leitung, 1928–1929 Betrieb mit 110 kV |
| 220 kV   | Koblenz            | 1928    | Süd               | Nord-Süd-Leitung, 1928–1929 Betrieb mit 110 kV |
| 220 kV   | Goldenbergwerk     | 1928    | Süd               | 1928–1929 Betrieb mit 110 kV                   |
| 220 kV   | Goldenbergwerk     | 1928    | Süd               | 1928–1929 Betrieb mit 110 kV                   |
| 220 kV   | Wesel/Niederrhein  | 1930    | Nord              |                                                |
| 220 kV   | Koepchenwerk       | 1930    | Nord → Ost        |                                                |
| 110 kV   | Goldenbergwerk     | 1914    | Süd               |                                                |
| 110 kV   | Goldenbergwerk     | 1914    | Süd               |                                                |
| 110 kV   | Goldenbergwerk     | 1917    | Süd               |                                                |
| 110 kV   | Goldenbergwerk     | 1917    | Süd               |                                                |
| 110 kV   | Goldenbergwerk     | 1917    | Süd               |                                                |
| 110 kV   | Goldenbergwerk     | 1917    | Süd               |                                                |
| 110 kV   | Goldenbergwerk     | 1928    | Süd               | für 220 kV ausgelegt                           |
| 110 kV   | Goldenbergwerk     | 1928    | Süd               | für 220 kV ausgelegt                           |
| 110 kV   | Kraftwerk Fortuna  | 1928    | Nord → West       |                                                |
| 110 kV   | Kraftwerk Fortuna  | 1928    | Nord → West       |                                                |
| 110 kV   | Erftwerk           | 1914    | Nord              |                                                |
| 110 kV   | Osterath           | 1917    | Nord              |                                                |
| 110 kV   | Osterath           | 1917    | Nord              |                                                |
| 110 kV   | Kraftwerk Reisholz | 1917    | Nord → Ost        |                                                |
| 110 kV   | Kraftwerk Reisholz | 1917    | Nord → Ost        |                                                |
| 110 kV   | Ronsdorf           | 1928    | Nord → Ost        | Vierfachgestänge mit sechs Traversen           |
| 110 kV   | Ronsdorf           | 1928    | Nord → Ost        | Vierfachgestänge mit sechs Traversen           |
| 110 kV   | Küppersteg         | 1928    | Nord → Ost        | Vierfachgestänge mit sechs Traversen           |
| 110 kV   | Küppersteg         | 1928    | Nord → Ost        | Vierfachgestänge mit sechs Traversen           |

## Spätere Entwicklungen

### Rolle der Anlage in der NS-Zeit
Mit der Machtergreifung der Nationalsozialisten 1933 änderten sich die Bedingungen für die deutsche Elektrizitätswirtschaft rasch. Zum 1. Mai 1933 trat der gesamte RWE-Vorstand geschlossen in die NSDAP ein. Das am 13. Dezember 1935 erlassene Gesetz zur Förderung der Energiewirtschaft stellte die gesamte deutsche Energiewirtschaft unter Aufsicht des Reichswirtschaftsministeriums. Die historisch bedingte, dezentrale Struktur wurde als strategisch günstig angesehen. Besonderes Augenmerk galt der Versorgung von als kriegswichtig erachteten Betrieben, etwa des Aluminiumwerks Erftwerk in Grevenbroich und des Stickstoffdüngerwerks in Knapsack.
Aufgrund des Ausbaus des Kraftwerksparks und des Leitungsnetzes verdoppelte sich der Stromabsatz des RWE zwischen 1931 und 1936. Im September 1939 wurde die Reichsstelle für die Elektrizitätswirtschaft gegründet, von der aus unter einem Reichslastverteiler die gesamte deutsche Elektrizitätsversorgung zentral gelenkt wurde. Ihr untergeordnet waren Bezirks- und Ortslastverteiler. Die Hauptschaltleitung Brauweiler wurde zum zuständigen Bezirkslastverteiler für den Energiebezirk VI b. Bei zu wenig verfügbarer Strommenge im Energiebezirk wurden von Brauweiler aus – auf Anweisung durch den Reichslastverteiler und das Planungsamt des Reichsministers für Rüstung und Kriegsproduktion – Abschaltungen durchgeführt. Ab Frühjahr 1944 wurden zur weiteren Energiedeckung der Produktionsbetriebe große Teile des deutschen Verbundnetzes zusammengeschaltet, wodurch sich zwei Frequenzblöcke bildeten. Neben einem Block in Mittel- und Norddeutschland (PreussenElektra, Elektrowerke AG) wurde von Brauweiler aus ein weiterer Block geleitet, der das Netzgebiet des RWE bis in den Süden sowie das als Energiebezirk VI a geführte der Vereinigten Elektrizitätswerke Westfalen (VEW) beinhaltete.

### Zweiter Weltkrieg
Zum Transport von Elektrizät aus den besetzten Ländern Niederlande, Belgien, Luxemburg und Frankreich ordnete das Reichswirtschaftsministerium am 22. Mai 1940 die Realisierung einer Verbindung mit dem niederländischen Hochspannungsnetz an. Hierzu reichte Arthur Koepchen am 25. Mai 1940 einen Plan ein: Eine 220-kV-Verbindung sollte von Brauweiler über das Kraftwerk Zukunft in Weisweiler und Jupille bei Lüttich bis nach Landres in Lothringen führen. Fünf Tage später wurde dieser Plan vom Reichswirtschaftsministerium genehmigt. Gebaut wurde letztlich eine 220-kV-Leitung von Brauweiler über Weisweiler nach Jupille mit einem Abzweig ins niederländische Lutterade. Daneben war über diese Leitung in Weisweiler auch das Kraftwerk Heimbach über eine 110-kV-Leitung angebunden. Diese Leitung wurde im Herbst 1941 in Betrieb genommen. Obwohl eigentlich ein Strombezug des RWE-Netzes aus den belgischen und niederländischen Kraftwerken vorgesehen war, kam es letztlich zur Versorgung dortiger kriegswichtiger Anlagen vom RWE-Netz aus.
Trotz Zerstörungen zahlreicher RWE-Kraftwerke während der alliierten Luftangriffe ab Sommer 1943 blieb das Verbundnetz noch bis Ende 1944 größtenteils in Betrieb. Um die Umspannanlage Brauweiler vor Betriebsausfällen durch Bombensplitter zu schützen, wurden um die Transformatoren Torfballen gestapelt. Erst als sich die Kampfhandlungen weiter nach Westen verlagerten, wurden Teile des Netzes zerstört. Am 4. März 1945 besetzte die US-Armee die Hauptschaltleitung, die am 5. März 1945 meldete:

„Wir sind soeben durch alliierte Truppen besetzt worden. [...] Die linksrheinischen Fernleitungen liegen größtenteils am Boden. Wir haben mit dem Süden keine Verbindung mehr. Wir trennen uns hiermit auch vom rechtsrheinischen Gebiet.“

Auf Wunsch der britischen Militärregierung wurde unmittelbar nach Kriegsende mit dem Wiederaufbau von Kraftwerken, Leitungen und Nachrichtentechnik begonnen, sodass im Sommer 1945 der Verbundbetrieb wieder einsetzen konnte. Demontagen, wie sie in der sowjetischen Besatzungszone im großen Maßstab durchgeführt wurden, waren die Ausnahme. Über die während des Krieges gebaute Leitung nach Jupille wurde im Rahmen von Reparationsforderungen Elektrizität nach Belgien geliefert. Lieferungen nach Frankreich folgten im März 1946, als eine provisorische Leitungsverbindung zwischen Koblenz und Landres eingerichtet worden war.

### Nachkriegszeit
Während sich das Leitungsnetz des RWE über alle drei westlichen Besatzungszonen erstreckte, befand sich das Umspannwerk Brauweiler mit der Hauptschaltleitung in der britischen Zone. In den ersten Nachkriegsjahren war Strommangel aufgrund fehlender Kraftwerksleistungen und Rationierungen alltäglich, so wurden in Brauweiler Netzfrequenzen bis 45,5 Hz im Minimum gemessen. Zudem existierte keine zentrale Lastverteilerstelle mehr, die Stromlieferungen koordinieren konnte, während besonders das Netz der amerikanischen Zone von Lieferungen aus den Nachbarzonen abhängig war. Jede der drei westlichen Zonen besaß eine für sich arbeitende „Zonenlastverteilungsstelle“, die der britischen befand sich in Minden. In Brauweiler wurde im November 1945 ein Betriebsbüro der britischen Militärregierung eingerichtet, das als regionaler Lastverteiler den nicht aufeinander abgestimmten Anweisungen der drei westlichen Militärregierungen nachkommen musste. Mitarbeiter der deutschen Energieversorgungsunternehmen waren dabei beratend tätig.
Weitere Betriebsbüros der amerikanischen bzw. französischen Besatzungsmacht wurden in Kelsterbach und Herbertingen eingerichtet. Erst Ende 1946 beschlossen die Länder der amerikanischen und britischen Zone die Einrichtung einer „Zentrallastverteilung für Elektrizität“, die in Bad Homburg angesiedelt wurde und Anfang 1947 ihre Arbeit aufnahm. Ihr unterstellt waren ab dem 20. Juli 1949 acht Elektrizitätsbezirke, ähnlich den während der NS-Zeit bestehenden Energiebezirken. Brauweiler wurde zum Hauptlastverteiler für den Elektrizitätsbezirk IV. Mit dem Neubau von Kraftwerken entspannte sich die Versorgungssituation und der Zentrallastverteiler in Bad Homburg wurde 1953 aufgelöst.
Im November 1948 gründeten die sieben größten westdeutschen Energieversorgungsunternehmen die Deutsche Verbundgesellschaft, die den Netzausbau zwischen den einzelnen Unternehmen koordinieren und Vorbereitungen des Aufbaus eines westdeutschen 400-kV-Netzes tätigen sollte. Im selben Jahr gründete sich in Paris die Organisation für wirtschaftliche Zusammenarbeit und Entwicklung (OEEC), auf deren Anregung 1951 die Union pour la coordination de la production et du transport de l’électricité (UCPTE, Union für die Koordinierung der Elektrizitätsproduktion und -verteilung) gegründet wurde. Dies hatte zur Folge, dass die Stromproduktion in den folgenden Jahren stark anstieg und die Übertragungsleitungen nicht mehr ausreichten. Eine eher provisorische Maßnahme war die Installation einer 380-kV-Anlage in Brauweiler und Rheinau, der im Oktober 1952 die Umstellung eines Stromkreises der Nord-Süd-Leitung von 220 kV auf 300 kV folgte. Da die Leitung bei ihrem Bau in den 1920er Jahren vorausschauend für eine Spannung von 380 kV ausgelegt wurde, war diese Umstellung ohne große Umbauten möglich, lediglich die Isolatorketten wurden verlängert.

### Netzausbau und Entwicklung der Hauptschaltleitung
Mitte der 1950er Jahre entstanden im rheinischen Braunkohlerevier zahlreiche neue Kraftwerksblöcke. Zur selben Zeit begann das RWE als erstes deutsches Energieversorgungsunternehmen mit der Realisierung eines 380-kV-Höchstspannugnsnetzes, nachdem die DVG auf einem Testgelände in Mannheim-Rheinau zahlreiche Versuche durchführte. Zur Einbindung der rheinischen Braunkohlekraftwerke entstand bis Herbst 1954 nordwestlich von Brauweiler in Rheidt-Hüchelhoven das erste 380-/220-kV-Umspannwerk Deutschlands, benannt nach der naheliegenden Gemeinde Rommerskirchen. Der Arbeitstitel lautete anfangs „Brauweiler II“. Für die räumliche Trennung entschied man sich aufgrund einer übersichtlicheren Netzstruktur, nicht zuletzt aufgrund der bereits fast vollständigen Belegung aller Schaltfelder. Zwischen Brauweiler und Rommerskirchen entstand noch eine 220-kV-Verbindung, die bereits auf Masten für 380 kV verlegt wurde. Am Umspannwerk Hoheneck wurde 1955 die Gruppenschaltleitung Süd als nachgeordnete Dienststelle der Hauptschaltleitung Brauweiler eingerichtet. Weitere Gruppenschaltleitungen entstanden in Essen, Uchtelfangen und Rommerskirchen. 1957 wurde auf der Leitung zwischen Rommerskirchen und Hoheneck, die am Umspannwerk Brauweiler vorbeiführte, erstmals ein Stromkreis auf 380 kV umgestellt.
Anfang der 1950er Jahre plante das RWE den Bau einer neuen Netzwarte in Brauweiler. In den 25 Jahren ihres Bestehens stieg die Menge an Kraftwerksleistung, die über die Anlage verteilt wurde, um mehr als das Dreifache. 1955 ging die neue Netzwarte in einem eigens neu errichteten Gebäude in Betrieb. Im Unterschied zur alten Netzwarte wurde nun die Schaltwarte von der Umspannanlage getrennt und diente nur noch als reine Netzbetriebsführung. Diese war durchgehend mit zwei Ingenieuren besetzt, von denen einer das 220-kV-Netz überwachte und gegebenenfalls Schalthandlungen initiieren konnte, während der andere über die Einsatzreihenfolge der Kraftwerke bestimmen konnte. Hierzu wurden Fernmessanlagen für eine automatische Leistungs-Frequenz-Regelung installiert, wodurch Brauweiler zum zentralen Netzregler des RWE-Netzes wurde. Zur Übertragung der Fernmessung bestand zwischen Brauweiler und Essen, später von dort nach Hoheneck, ab 1953 eine Richtfunkverbindung. Hierzu wurde auf dem Gelände des Umspannwerks Brauweiler ein Richtfunkturm aufgestellt.
Auch bei der Frequenzregelung im europäischen Verbundsystem der UCPTE spielte Brauweiler eine wichtige Rolle: Am 14. November 1956 trafen sich hier Mitglieder der UCPTE und berieten über einen einheitlichen Aufbau von Reglermodellen zur gleichzeitigen Regelung von Netzfrequenz und Austauschleistungen. Im Zuge dessen wurde ein probeweiser Parallelbetrieb der Netze von RWE und Électricité de France (EDF) durchgeführt. Am 16. April 1958 wurden schließlich die Verbundnetze Deutschlands, der Schweiz und Frankreichs auf der 220-kV-Ebene im Umspannwerk Laufenburg parallelgeschaltet.
Im Zuge des stetigen Ausbaus des 380-kV-Netzes infolge des Zubaus zahlreicher Kraftwerke und dem Einstieg in die Kernenergie war erneut der Bau einer neuen Netzwarte in Brauweiler nötig. Im Juni 1974 ging diese nach vierjähriger Bauzeit in Betrieb. Erstmals wurden im großen Stil Prozessrechner eingesetzt: sämtliche Netzberechnungen erfolgten automatisch. Die Hauptschaltleitung erhielt außerdem den zentralen Netzregler des UCPTE-Verbundnetzes und übernahm für dieses die Frequenz-Leistungs-Regelung. 1978 arbeiteten 688 Mitarbeiter für die Hauptschaltleitung in zwölf Abteilungen, davon 366 am Standort Brauweiler selbst.

### Nach 1990
Das elektronische Netzführungssystem der Hauptschaltleitung wurde 1992 erneuert. Bis in die 1990er Jahre kam es an der Schaltanlage selbst hingegen zu keinen größeren Umbauten. 1994 fielen die drei 110-kV-Doppelleitungen und eine der beiden 220-kV-Doppelleitungen von Brauweiler zum Kraftwerk Goldenberg weg, da dieses umfangreich modernisiert wurde.
Stattdessen entstand auf der Trasse eine 380-kV-Leitung, deren Stromkreise über Abspannportale der Schaltanlage hinweg weiter nach Rommerskirchen geführt wurden. Die mittlerweile über 60 Jahre alten Leitungen in Richtung Leverkusen wurden durch Neubauten in selber Trasse ersetzt.
Mitte der 1990er Jahre wurde durch EU-Richtlinien eine Liberalisierung des Strommarktes eingeleitet. Die bisher als natürliches Monopol angesehene Energieversorgung sollte einen diskriminierungsfreien Zugang Dritter ermöglichen. Um dies zu erreichen, wurde eine Entflechtung (Unbundling) der vertikalen Integration der bisherigen Energieversorger durchgeführt. Im Zuge dessen wurde zum 1. Januar 1999 die Lastverteilung in Brauweiler eingestellt. Im Jahr 2000 verschmolzen die VEW mit dem RWE, das gemeinsame Hoch- und Höchstspannungsnetz beider Unternehmen wurde zum 1. Oktober 2000 als Tochtergesellschaft RWE Energie mit Sitz in Dortmund organisatorisch getrennt.
Im Zuge der Übernahme durch RWE Energie wurde die Hauptschaltleitung Brauweiler in „Systemführung Netze“ umbenannt und übernahm die Aufgabe, einen störungs- und diskriminierungsfreien Stromtransport durch den Netzbetreiber selbst zu gewährleisten. Auch wird weiterhin die Einhaltung der Netzfrequenz für den nördlichen Teil des kontinentaleuropäischen Verbundnetzes von dort aus überwacht („Coordination Center North“). Nach der Umstrukturierung des RWE-Konzerns zum 1. Oktober 2003 stand das Übertragungsnetz der RWE Net AG nun unter Kontrolle der RWE Transportnetz GmbH, die seit 1. September 2009 Amprion heißt.
Um die Jahrtausendwende wurden, nach dem Wegfall einiger Leitungen zum Goldenbergwerk, Teile der Schaltanlage am westlichen und östlichen Rand zurückgebaut. Die frei gewordene Fläche auf der Westseite wurde für den Neubau von Betriebsgebäuden der Systemführung Netze genutzt. Auf der Ostseite begann 2016 der Bau einer 380-kV-Schaltanlage, die 2019 fertiggestellt wurde. Dies hing zusammen mit dem EnLAG-Projekt Nr. 15 (Osterath–Weißenthurm). Zwischen der 380- und der 220-kV-Ebene spannt ein Transformator um, die Schaltanlage selbst verfügt über vier Leitungsabgänge und vier Rohrsammelschienen. Auf der östlichen Seite wurde eine mögliche Erweiterung der Schaltanlage durch die Installation zweier 380-kV-Abspannportale vorbereitet.

## Technik

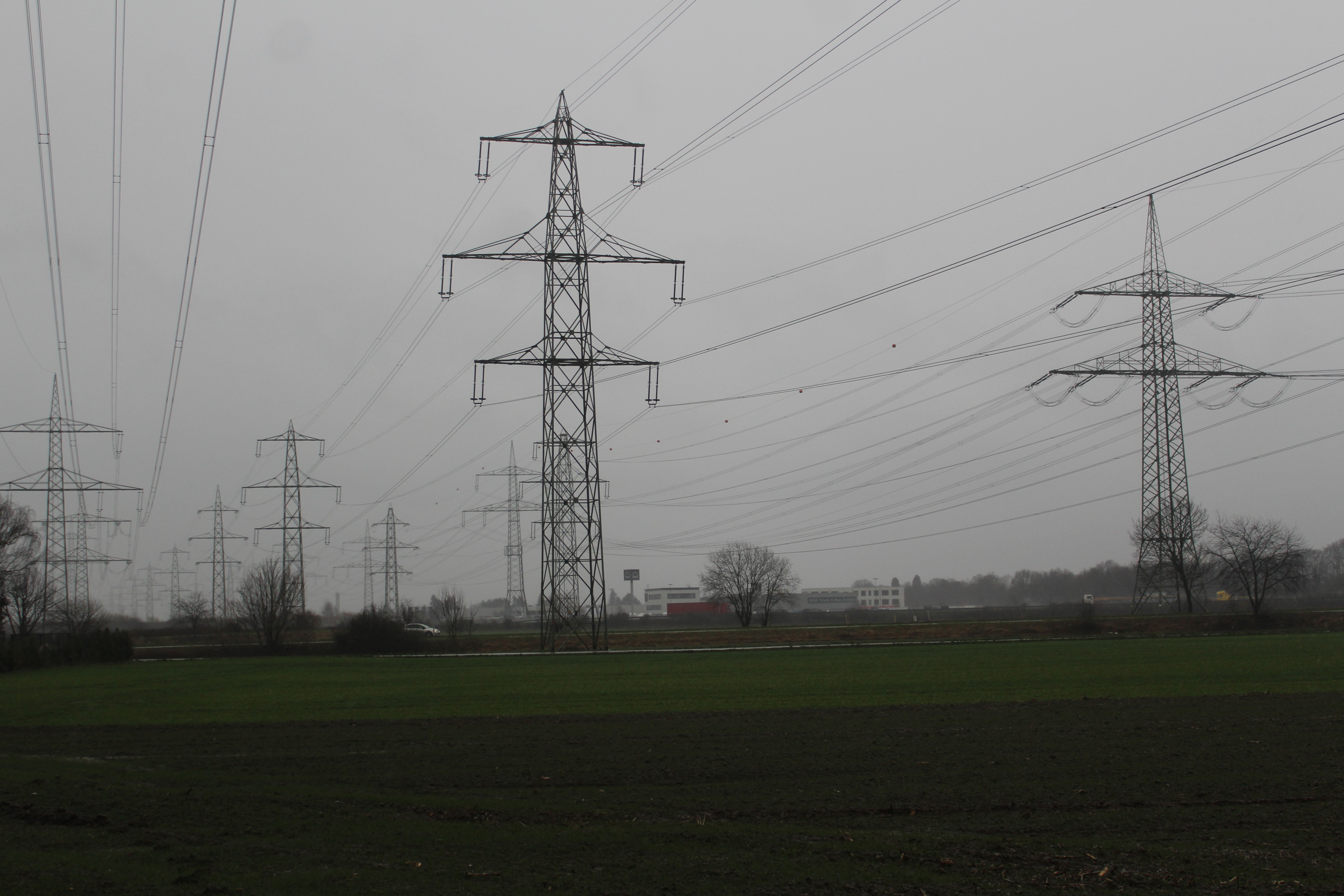
Freileitungen verlassen das Umspannwerk in Richtung Süden

### Technischer Aufbau
Die heutige Umspannanlage besteht aus einer 220-kV- und einer 110-kV-Schaltanlage, die als Freiluftstation ausgeführt sind. Zwischen beiden Spannungsebenen spannen zwei Transformatoren um. In der 220-kV-Anlage befinden sich drei, in der 110-kV-Anlage vier Sammelschienen. Im südlichen Bereich der Anlage befindet sich ein Funkturm für Richtfunkverbindungen. Mit etwa 40 ha Fläche zählt das Umspannwerk zu den größten in Deutschland.
Anfang der 2000er Jahre wurde der 110-kV-Anlagenteil um etwa die Hälfte reduziert. Auch kleinere Teile der 220-kV-Anlage wurden demontiert.

### Freileitungen
Alle zum Umspannwerk führenden Stromkreise sind als Freileitung ausgeführt. In der nachfolgenden Tabelle sind alle Verbindungen aufgeführt, die von Brauweiler aus bestehen. Heute nicht mehr bestehende Leitungen sind kursiv gekennzeichnet.
| Netzbetreiber        | Spannung                  | Name des Stromkreises                    | Trassenbezeichnung                                                            | Zielort/-station | Baujahr der Trasse                                                                    | Jahr der Außerbe- triebnahme/ Demontage | Himmels- richtung                                                                                    | Bemerkungen                                                                    |
| -------------------- | ------------------------- | ---------------------------------------- | ----------------------------------------------------------------------------- | --- | ------------------------------------------------------------------------------------- | --- | --- | ------------------------------------------------------------------------------ |
|                      | 380 kV                    | 380 kV Brauweiler West                   | Bl. 4189 Brauweiler – Knapsack                                                | Knapsack | 1994                                                                                  | | Süd                                                                                                  | Einbindung in neue 380-kV-Schaltanlage im Jahr 2019                            |
| 220 kV               | 220 kV Fortuna Süd        | Bl. 2350 Brauweiler – Fortuna            | Kraftwerk Fortuna                                                             | | 1988                                                                                  | Nord | Umstellung auf 110 kV nach Abriss des Kraftwerks Fortuna, Demontage der Leitung folgte 2005          |                                                                                |
| 220 kV               | 220 kV Fortuna Nord       | Bl. 2350 Brauweiler – Fortuna            | Kraftwerk Fortuna                                                             | Umstellung auf 110 kV nach Abriss des Kraftwerks Fortuna, Demontage der Leitung folgte 2005                                                    | 1988                                                                                  | Nord | |                                                                                |
| 220 kV               | 220 kV Zukunft Süd        | Bl. 2321 Brauweiler – Zukunft            | Zukunft                                                                       | 1941 | 2005                                                                                  | Nord | Umstellung auf 110 kV im Jahr 2005                                                                   |                                                                                |
| 220 kV               | 220 kV Zukunft Nord       | Bl. 2321 Brauweiler – Zukunft            | Zukunft                                                                       | 1941 | 2005                                                                                  | Nord | Umstellung auf 110 kV im Jahr 2005                                                                   |                                                                                |
| 220 kV               | 220 kV Rommerskirchen Ost | Bl. 2385 Brauweiler – Pkt. Oberaußem     | Rommerskirchen                                                                | 1963 |                                                                                       | Nord | |                                                                                |
| 220 kV               | 220 kV Niederaußem 1a     | Bl. 2385 Brauweiler – Pkt. Oberaußem     | Kraftwerk Niederaußem Block A                                                 | 1963 |                                                                                       | Nord | |                                                                                |
| 220 kV               | 220 kV Niederaußem 2b     | Bl. 2385 Brauweiler – Pkt. Oberaußem     | Kraftwerk Niederaußem Block B                                                 | 1963 |                                                                                       | Nord | |                                                                                |
| 220 kV               | 220 kV Niederaußem 3c     | Bl. 2385 Brauweiler – Pkt. Oberaußem     | Kraftwerk Niederaußem Block C                                                 | 1963 | führte bis 2005 als 220 KV Rommerskirchen West ins Umspannwerk Rommerskirchen         | Nord | |                                                                                |
| 220 kV               | 220 kV Niederaußem 3c     | Bl. 2302 Brauweiler – Osterath           | Kraftwerk Niederaußem Block C                                                 | 1929 | 2005                                                                                  | Nord | Umlegung des Stromkreises auf Bl. 2385 im Jahr 2005, Demontage der beiden unteren Leiterseile        |                                                                                |
| 220 kV               | 220 kV Niederaußem 4d     | Bl. 2302 Brauweiler – Osterath           | Kraftwerk Niederaußem Block D                                                 | 1929 | 2017                                                                                  | Nord | Trasse durch 380 kV (Bl. 4215) ersetzt, Stromkreis führt heute zum Umspannwerk Opladen               |                                                                                |
| 220 kV               | 220 kV Pulheim Süd        | Bl. 2305 Brauweiler – Ronsdorf           | Opladen                                                                       | 1929 | Mitte 1980er                                                                          | Nord | Umstellung auf 110 kV und Ersatz durch Bl. 1290 zwischen 1981 und 1987                               |                                                                                |
| 220 kV               | 220 kV Gowerk West        | Bl. 2301 Goldenbergwerk – Brauweiler     | Knapsack                                                                      | 1928 | 1994                                                                                  | Süd | |                                                                                |
| 220 kV               | 220 kV Gowerk Ost         | Bl. 2301 Goldenbergwerk – Brauweiler     | Knapsack                                                                      | 1928 | 1994                                                                                  | Süd | |                                                                                |
| 220 kV               | 220 kV Gleuel West        | Bl. 2351 Brauweiler – Goldenbergwerk     | Knapsack                                                                      | 1929 | 1994                                                                                  | Süd | Umstellung auf 110 kV im Jahr 1994, Demontage der Trasse und durch 380 kV (Bl. 4215) geplant         |                                                                                |
| 220 kV               | 220 kV Gleuel Ost         | Bl. 2351 Brauweiler – Goldenbergwerk     | Knapsack                                                                      | 1929 | 1994                                                                                  | Süd | Umstellung auf 110 kV im Jahr 1994, Demontage der Trasse und durch 380 kV (Bl. 4215) geplant         |                                                                                |
| 220 kV               | 220 kV Bocklemünd Süd     | Bl. 4216 Brauweiler – Bocklemünd         | Bocklemünd                                                                    | 1960er |                                                                                       | Süd | |                                                                                |
| 220 kV               | 220 kV Bocklemünd Nord    | Bl. 4216 Brauweiler – Bocklemünd         | Bocklemünd                                                                    | 1960er |                                                                                       | Süd | |                                                                                |
| 220 kV               | 220 kV Olefin West        | Bl. 4501 Brauweiler – Pkt. Neuenahr      | Bollenacker                                                                   | 1928 | 2021                                                                                  | Süd | Führte als 220 kV Berggeist West bis Koblenz, Demontage und Ersatz durch 380 kV (Bl. 4215) seit 2021 |                                                                                |
| 220 kV               | 220 KV Godorf Ost         | Bl. 4501 Brauweiler – Pkt. Neuenahr      | Sechtem                                                                       | 1928 | 2021                                                                                  | Süd | Führte als 220 kV Berggeist West bis Koblenz, Demontage und Ersatz durch 380 kV (Bl. 4215) seit 2021 |                                                                                |
|                      | 110 kV                    | 110 kV Grefrath Ost                      |                                                                               | Ichendorf → Grefrath | 1928                                                                                  | 1999 | Nord                                                                                                 | Stromkreis führte ursprünglich zum Kraftwerk Fortuna, Umverlegung auf Bl. 2350 |
| 110 kV               | 110 kV                    | Niederaußem                              | Stromkreis führte ursprünglich zum Kraftwerk Fortuna                          | | 1928                                                                                  | 1999 | Nord                                                                                                 |                                                                                |
| 110 kV Glesch Süd    | 110 kV                    | Bl. 2350 Brauweiler – Fortuna            | Oberaußem → Ichendorf → Grefrath                                              | | 2005                                                                                  | Ursprünglich Stromkreis 220 kV Fortuna Süd, Umstellung auf 110 kV nach Abriss des Kraftwerks Fortuna, abgebaut 2005, Umverlegung auf Bl. 2321 | Nord                                                                                                 |                                                                                |
| 110 kV Auenheim Nord | 110 kV                    | Bl. 2350 Brauweiler – Fortuna            | Oberaußem → Paffendorf                                                        | Ursprünglich Stromkreis 220 kV Fortuna Nord, Umstellung auf 110 kV nach Abriss des Kraftwerks Fortuna, abgebaut 2005, Umverlegung auf Bl. 2321 | 2005                                                                                  | | Nord                                                                                                 |                                                                                |
| 110 kV Grefrath Ost  | 110 kV                    | Bl. 2321 Brauweiler – Zukunft            | Oberaußem → Ichendorf → Grefrath → Wachtberg → Frechen                        | 1941 |                                                                                       | Bis 2005 Stromkreis 220 kV Zukunft Nord | Nord                                                                                                 |                                                                                |
| 110 kV Glesch Süd    | 110 kV                    | Bl. 2321 Brauweiler – Zukunft            | Oberaußem → Paffendorf                                                        | 1941 | Bis 2005 Stromkreis 220 kV Zukunft Süd                                                | | Nord                                                                                                 |                                                                                |
| 110 kV Gohr West     | 110 kV                    | Bl. 1064 Pkt. Stommeln Nord – Brauweiler | Pulheim → Anstel → Gohrpunkt                                                  | |                                                                                       | | Nord                                                                                                 |                                                                                |
| 110 kV Gohr Ost      | 110 kV                    | Bl. 1064 Pkt. Stommeln Nord – Brauweiler | Pulheim → Anstel → Gohrpunkt                                                  | |                                                                                       | | Nord                                                                                                 |                                                                                |
| 110 kV Dormagen West | 110 kV                    | Bl. 2483                                 | Dormagen                                                                      | 1980er |                                                                                       | Trasse (Bl. 0012) ursprünglich von 1917, Ersatz durch Bl. 2483 zwischen 1981 und 1987                                                         | Nord                                                                                                 |                                                                                |
| 110 kV Dormagen Ost  | 110 kV                    | Bl. 2483                                 | Dormagen                                                                      | 1980er | Trasse (Bl. 0012) ursprünglich von 1917, Ersatz durch Bl. 2483 zwischen 1981 und 1987 | | Nord                                                                                                 |                                                                                |
| 110 kV Frechen West  | 110 kV                    | Bl. 0082 Brauweiler – Vereinigte Ville   | Frechen                                                                       | 1941 |                                                                                       | Süd | |                                                                                |
| 110 kV Frechen Ost   | 110 kV                    | Bl. 0082 Brauweiler – Vereinigte Ville   | Frechen                                                                       | 1941 |                                                                                       | Süd | |                                                                                |
| 110 kV               | 110 kV                    | Bl. 0001                                 | Goldenbergwerk                                                                | 1914 | 1994                                                                                  | Süd | Älteste 110-kV-Leitung des RWE, Trasse durch 380 kV (Bl. 4189) ersetzt                               |                                                                                |
| 110 kV               | 110 kV                    | Bl. 0001                                 | Goldenbergwerk                                                                | 1914 | 1994                                                                                  | Süd | Älteste 110-kV-Leitung des RWE, Trasse durch 380 kV (Bl. 4189) ersetzt                               |                                                                                |
| 110 kV               | 110 kV                    |                                          | Goldenbergwerk                                                                | 1917 | 1994                                                                                  | Süd | Trasse durch 380 kV (Bl. 4189) ersetzt                                                               |                                                                                |
| 110 kV               | 110 kV                    | Goldenbergwerk                           | Trasse durch 380 kV (Bl. 4189) ersetzt                                        | 1917 | 1994                                                                                  | Süd | |                                                                                |
| 110 kV               | 110 kV                    |                                          | Goldenbergwerk                                                                | 1917 | 1994                                                                                  | Süd | Trasse durch 380 kV (Bl. 4189) ersetzt                                                               |                                                                                |
| 110 kV               | 110 kV                    | Goldenbergwerk                           | Trasse durch 380 kV (Bl. 4189) ersetzt                                        | 1917 | 1994                                                                                  | Süd | |                                                                                |
| 110 kV Gleuel West   | 110 kV                    |                                          | Kalscheuren → Knapsack                                                        | 1929 |                                                                                       | Süd | Ursprünglich Stromkreis 220 kV Gleuel West, Umstellung auf 110 kV im Jahr 1994                       |                                                                                |
| 110 kV Gleuel Ost    | 110 kV                    | Kalscheuren → Knapsack                   | Ursprünglich Stromkreis 220 kV Gleuel Ost, Umstellung auf 110 kV im Jahr 1994 | 1929 |                                                                                       | Süd | |                                                                                |

## Systemführung Netze

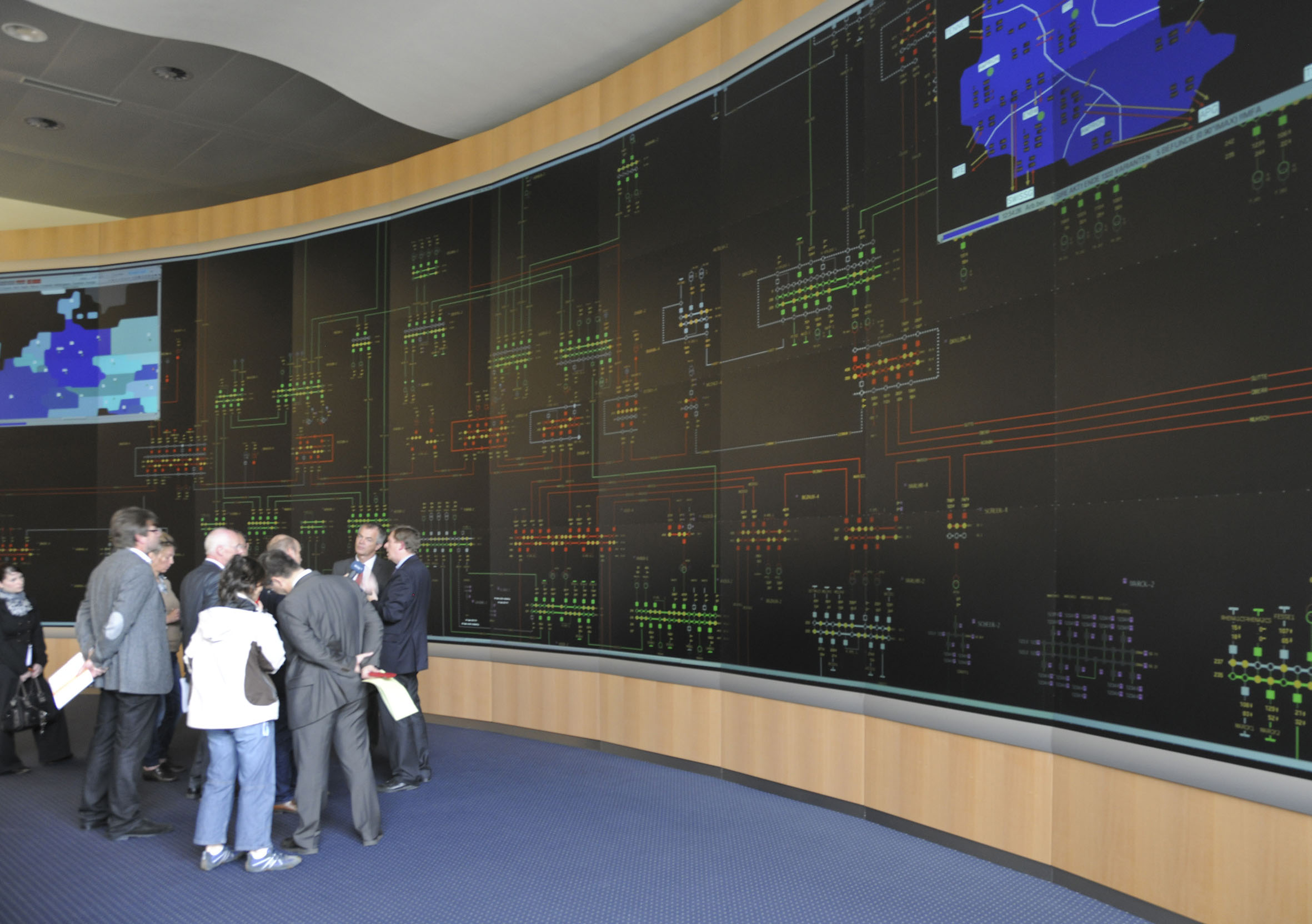
Systemführung Netze (Hauptschaltleitung) in Brauweiler

Die im Jahr 2000 aus der vormaligen Hauptschaltleitung Brauweiler hervorgegangene Systemführung Netze erfüllt wichtige Aufgaben für das Höchstspannungsnetz der Amprion, das deutsche sowie das europäische Verbundnetz:
- Für das Netz der Amprion dient sie, zusammen mit der Gruppenschaltleitung Nord um Umspannwerk Rommerskirchen und der Gruppenschaltleitung Süd am Umspannwerk Hoheneck, der Überwachung und Fernsteuerung.
- Für das deutsche Verbundnetz, das unter der Aufsicht von (seit dem Jahr 2000) vier Übertragungsnetzbetreibern steht, wird von Brauweiler aus der Verbundbetrieb koordiniert und bilanziert, da ein Gleichgewicht aus Stromerzeugung und -verbrauch jederzeit hergestellt sein muss. Dabei werden auch die durch den Stromhandel resultierenden Stromflüsse, etwa bei Zukauf aus dem benachbarten Ausland, betrachtet.
- Als Coordination Center North übernimmt die Systemführung Netze für die UCTE die Koordination der Netzfrequenz im nördlichen Teil des kontinentaleuropäischen Verbundnetzes. Hierzu gehören die Stromnetze der Länder Belgien, Bulgarien, Dänemark, Deutschland, Luxemburg, Niederlande, Österreich, Polen, Rumänien, Slowakei, Tschechien und Ungarn. Diese Aufgabe hatte ebenfalls die vormalige Hauptschaltleitung Brauweiler vor dem Jahr 2000 inne. Die Frequenzhaltung für den südlichen Teil wird von der Schaltleitung der swissgrid in Laufenburg übernommen.

Benachbart zu den Gebäuden aus den 1950er Jahren wurde Mitte 2021 in einem neuen Gebäude auf 15.000 m² unter anderem eine neue Netzwarte in Betrieb genommen. Diese umfasst die (laut Angaben von Amprion) mit 108 m² Bildschirmfläche drittgrößte Anzeigetafel der Welt und größte in Europa. Von allen Übertragungsnetzbetreibern hat Amprion durch die auf europäischer Ebene angesiedelte Aufgabe der Frequenzkoordination das größte Beobachtungsgebiet in seiner Schaltleitung: Es kann das gesamte europäische Verbundnetz zwischen Frankreich, Dänemark, Tschechien und Norditalien betrachtet werden.
Betriebsdirektoren der Hauptschaltleitung Brauweiler bzw. Systemführung Netze waren:
- 1928–1950: Fritz Kretzschmar
- 1950–1972: Friedrich Werner
- 1972–1987: Otfried Brützel
- 1987–1994: Josef Schmitz
- 1994–2000: Dieter Denzel
- 2000–2003: Klaus Kleinekorte
- 2003–2021: Joachim Vanzetta
- seit 2021: Christoph Schneiders

Ebenfalls auf dem Areal angesiedelt ist das vormalige RWE-Logistikzentrum, das Anfang der 2000er Jahre stark erweitert wurde.